# Terrasini
Terrasini (sicilià Terrasini) és un municipi italià, dins de la ciutat metropolitana de Palerm. L'any 2007 tenia 11.129 habitants. Limita amb els municipis de Carini, Cinisi, Partinico i Trappeto.

## Administració
| Període | Identitat          | Partit   |
| ------- | ------------------ | -------- |
| 2007-   | Girolamo Consiglio | L'Unione |

## Galeria d'imatges

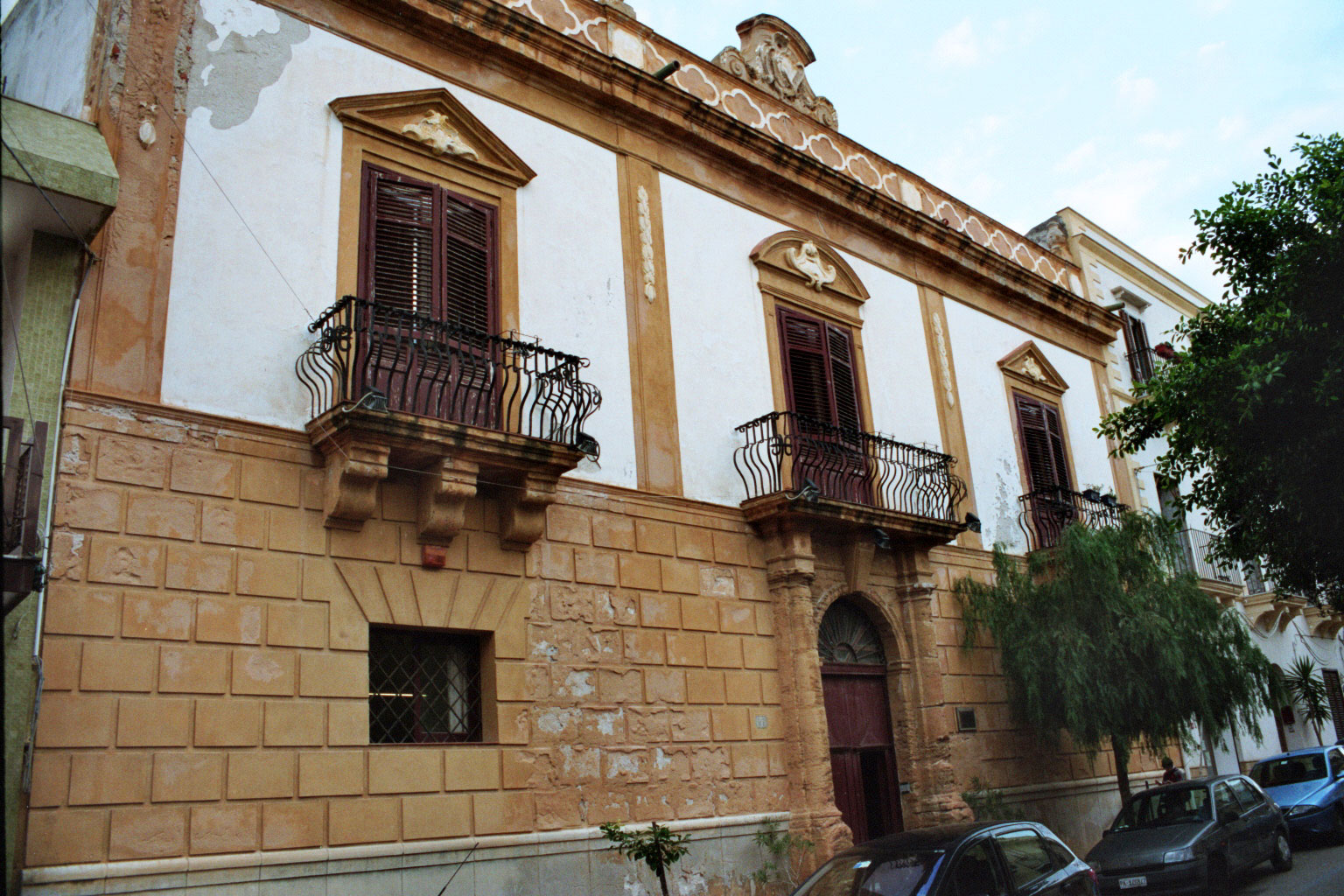
Palazzo Cataldi
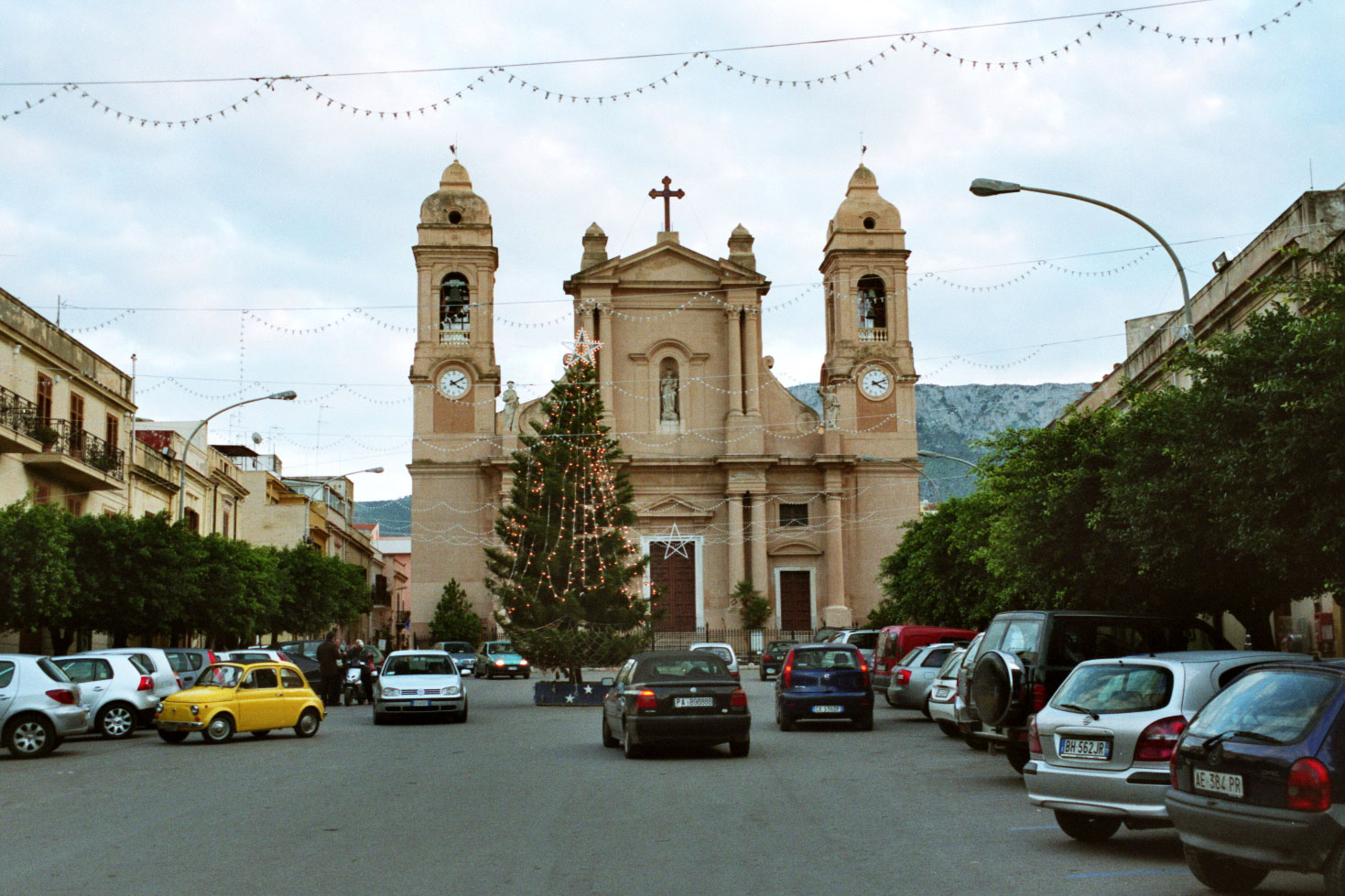
Piazza Duomo i Chiesa Madre
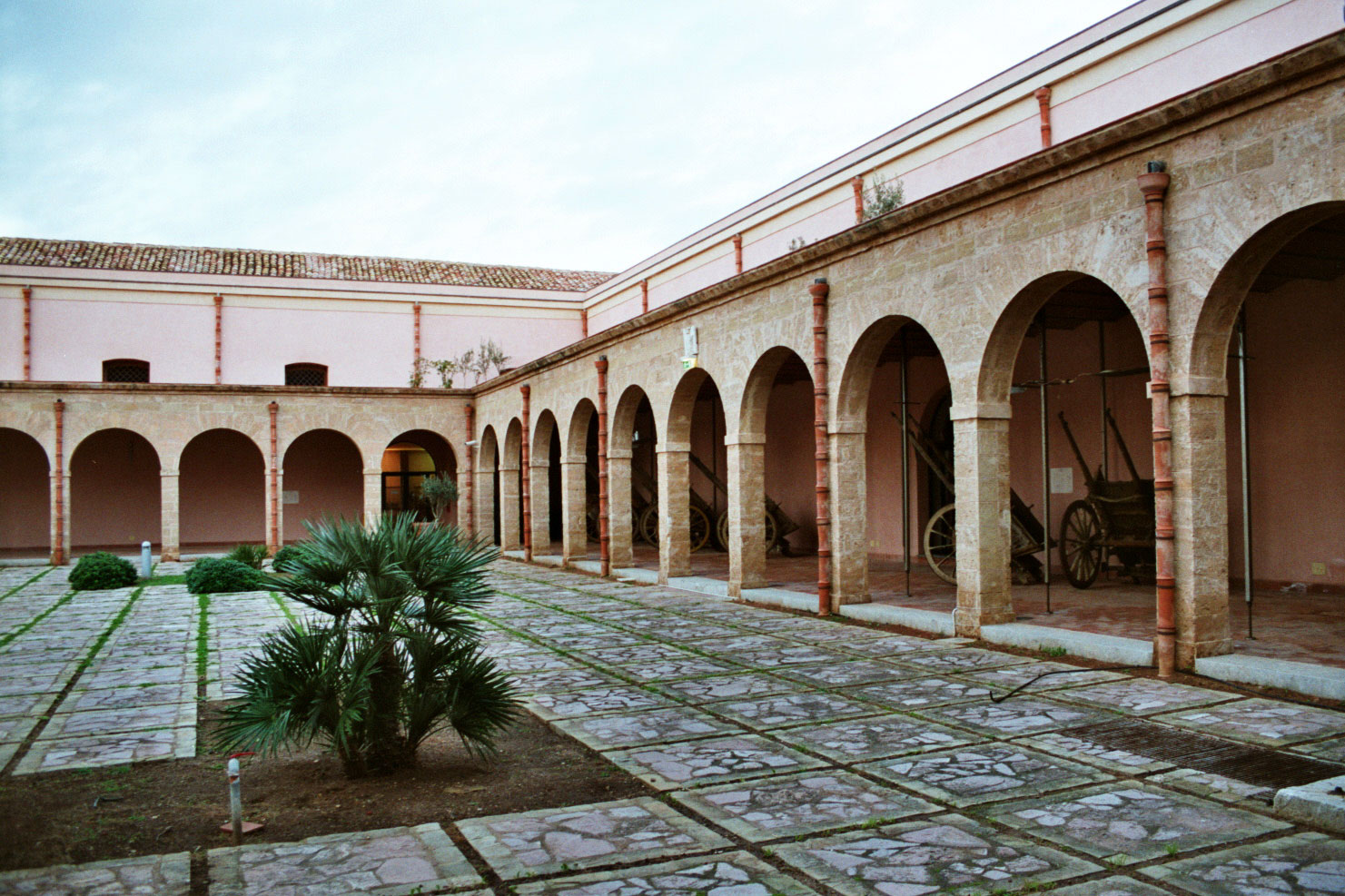
Interior Palazzo d'Aumale